# Edithburgh
Edithburgh is een plaats in de Australische deelstaat Zuid-Australië.